# Ferugliotherium
Ferugliotherium es un género extinto de mamíferos fósiles pertenecientes al período Campaniense y/o Maastrichtiense (en el Cretácico Superior, alrededor de 70 millones de años de antigüedad) de la Argentina de la familia Ferugliotheriidae. Este género contiene a una única especie, Ferugliotherium windhauseni, la cual fue descrita por primera vez en 1986. Originalmente interpretado como miembro del orden Multituberculata —un grupo extinto de pequeños mamíferos con apariencia de roedores, basándose en un solo molar braquiodonte (de corona baja)— fue posteriormente relacionado con la familia Sudamericidae por su hipsodoncia (corona alta) después del descubrimiento de material adicional a principios de 1990. A partir de la descripción de una mandíbula de una especie sudamerícida conocida como Sudamerica en 1999, estos animales (colectivamente conocidos como Gondwanatheria) no fueron considerados más como multituberculados, mientras que algunos fósiles que anteriormente se clasificaban como Ferugliotherium fueron asignados a multituberculados no especificados en su lugar. Desde el año 2005, una posible relación entre gondwanaterios y multituberculados ha generado nuevo apoyo por parte de la comunidad científica. Un género muy relacionado, Trapalcotherium, fue descrito en 2009 basándose en un solo diente encontrado.
Alrededor de veinte dientes y un fragmento de mandíbula se han asignado a Ferugliotherium, pero la asignación de muchos de ellos han sido controversiales o han sido sustituidas. Los incisivos superiores e inferiores son largos y semejantes a los de los roedores, y tienen esmalte en solo un lado de la corona. Un fragmento de un mandíbula inferior muestra que la cavidad del diente del incisivo inferior era muy largo, extendiéndose por debajo del cuarto premolar (p4). El p4 se conserva en este fragmento. Es en forma de cuchilla y se asemeja al p4s de los multituberculados. Sin embargo, la determinación de este fósil como Ferugliotherium está en cuestión. La identidad de un par de premolares aislados adicionales asignados a Ferugliotherium, que se asemejan a los de algunos multituberculados, también son inciertos. El primer molariforme inferior (dientes con apariencia de molares; MF1) se conoce de cuatro ejemplos, de los cuales dos fueron identificados originalmente como molares superiores de una especie diferente (Vucetichia gracilis), que ahora se considera como un sinónimo de Ferugliotherium. Llevan dos hileras longitudinales de tres o cuatro cúspides y crestas y surcos transversales. Un solo ejemplo de cada uno de la segunda más baja (mf2) y el primer molariforme superior (MF1) muestran que estos dientes también tenía hileras longitudinales de las cúspides y surcos transversales y crestas, pero el mf2 tenido sólo dos o quizás tres cúspides por fila y el MF1 tenido tres filas longitudinales.
Aunque los dientes de Ferugliotherium tienen la corona mucho más baja que la de los sudamerícidos, comparten un patrón esencialmente similar en la superficie oclusal (masticación) de los mf1 y mf2, incisivos similares, el movimiento hacia atrás de la mandíbula durante la masticación, y el esmalte con pequeños prismas. Se estima que Ferugliotherium haya sido un animal pequeño, con una masa corporal de aproximadamente 70 g (2,5 oz), y pudo haberse alimentado de insectos y material vegetal. Sus restos se han encontrado en dos formaciones geológicas del sur de Argentina, donde es parte de una fauna de mamíferos que también incluye al sudamerícido Gondwanatherium, una variedad de driolestoides, y posiblemente el eutriconodonte Austrotriconodon.

## Taxonomía
Ferugliotherium windhauseni fue nombrado en 1986 por el paleontólogo argentino José Fernando Bonaparte basándose en un único segundo molar inferior (m2) del Cretácico Superior en la Formación Los Alamitos, Argentina. Ambos nombres, tanto el genérico, Ferugliotherium, como el específico, windhauseni, fueron designados para conmemorar a dos geólogos que estudiaron la geología de la Patagonia: Egidio Feruglio y Anselmo Windhausen, respectivamente. Bonaparte creó una nueva familia, Ferugliotheriidae, para la nueva especie y tentativamente los asignó a Multituberculata, un grupo extinto de mamíferos que era muy diverso durante el Cretácico Superior, sobre todo en los continentes del norte (Laurasia). En los años siguientes, otros hallazgos permitieron una asignación más confiable para la Multituberculata. En 1990, Bonaparte describe a Vucetichia gracilis basándose en lo que él interpretó como dos molares superiores de un pariente de Gondwanatherium dentro del orden Gondwanatheria, un pequeño grupo de mamíferos que fue en ese momento sólo conocido de los fósiles argentinos y creyó que estaban relacionados con los xenartros como parte de un grupo llamado Paratheria. El nombre genérico, Vucetichia, conmemora el paleontólogo argentino Guiomar Vucetich, y el nombre específico, gracilis (que en latín significa "delgado"), se refiere al pequeño tamaño del animal.
Sin embargo, en 1990 David W. Krause y Bonaparte afirmaron que los Gondwanatheria, incluyendo a Ferugliotherium (en la familia Ferugliotheriidae), Gondwanatherium y Sudamerica (de la familia Sudamericidae), deberían ser situados dentro de Multituberculata. Dos años más tarde, Krause, Bonaparte y Zofia Kielan-Jaworowska describieron material adicional de Ferugliotherium (el cual colocaron tentativamente en el suborden de multituberculados Plagiaulacoidea) y sugirieron que los supuestos molares superiores de Vucetichia eran de hecho los primeros molariformes (mf1) fuertemente desgastados de Ferugliotherium. En 1993, Krause describió un mf1 sin desgaste de Ferugliotherium y confirmó que Vucetichia estaba basado en especímenes desgastados de Ferugliotherium y por lo tanto, es un sinónimo más moderno de este último. En el mismo año, él y Bonaparte afirmaron de nuevo que Ferugliotherium, Gondwanatherium y Sudamerica formaban un grupo cercanamente relacionado de multituberculados, al cual denominaron como la superfamilia Gondwanatherioidea. Kielan-Jaworowska y Bonaparte describieron un fragmento de mandíbula con un cuarto premolar inferior (p4) de tipo multituberculado de Los Alamitos en 1996 y lo identificaron tentativamente como de Ferugliotherium. Con base en las características morfológicas del fragmento de mandíbula, ellos afirmaron que los gondwanaterios no estaban emparentados de cerca con ningún otro grupo de multituberculados, y en consecuencia los situaron en su propio grupo, Gondwanatheria.
En 1999, Rosendo Pascual y colaboradores describieron la mandíbula de Sudamerica. Debido a que algunas de las características de la mandíbula se consideraban como incompatibles con la identidad de multituberculado, ellos consideraron a los gondwanaterios (incluyendo a Ferugliotherium) como Mammalia incertae sedis. Sin embargo, en 2009 Yamila Gurovich y Robin Beck estuvieron a favor de una relación cercana entre los gondwanaterios (incluyendo a Ferugliotherium) y los multituberculados. La contyroversia se debe parcialmente al desacuerdo sobre la asignación de dos premolares superiores y el fragmento de mandíbula descritos por Kielan-Jaworowska y Bonaparte en 1996; Gurovich y Beck los identificaron como de Ferugliotherium, mientras que Kielan-Jaworowska y otros los consideran como multituberculados indeterminados.
En la década de 2000, se descubrieron algunos posibles parientes cercanos de Ferugliotherium. Un enigmático diente del Paleógeno de Perú, LACM 149371, fue descrito en 2004 como posiblemente relacionado con la familia Ferugliotheriidae. Kielan-Jaworowska y colaboradores describieron un p4 de la Formación La Colonia (Cretácico Superior de Argentina) como un nuevo género de multituberculado, Argentodites, en 2007, pero Gurovich y Beck señalaron las cercanas similitudes entre este p4 y el mismo elemento en el posible fragmento de mandíbula de Ferugliotherium y sugirieron ue representaría a  Ferugliotherium o a una especie estrechamente emparentada. Un mf1 aislado hallado en la Formación Allen (Cretácico Superior de Argentina) fue descrito como otro género de ferugliotérido, Trapalcotherium, en 2009.

## Descripción
| Espécimen               | Órgano                        | ¿Actualmente identificados como Ferugliotherium? | Longitud (mm) | Ancho (mm) | Altura (mm) |
| ----------------------- | ----------------------------- | ------------------------------------------------ | ------------- | ---------- | ----------- |
| MACN Pv-RN 20           | mf2 derecho                   | Si (holotipo)                                    | 1.70          | 1.70       | –           |
| MACN Pv-RN 174          | mf1 izquierdo                 | Si (holotipo de Vucetichia gracilis)             | 2.20          | 1.60       | –           |
| MACN Pv-RN 175          | mf1 derecho                   | Si                                               | 2.10          | 1.40       | –           |
| MACN Pv-RN 248          | MF1 izquierdo                 | Si                                               | 2.50          | 1.70       | –           |
| MACN Pv-RN 249          | ¿dP2/dP3?                     | Posiblemente                                     | 1.50          | 0.70       | –           |
| MACN Pv-RN 250          | ¿dP2/dP3?                     | Posiblemente                                     | –             | –          | –           |
| MACN Pv-RN 251          | ¿dp1/dp2/dp3?                 | Posiblemente                                     | 0.85          | 0.50       | –           |
| MACN Pv-RN 252          | ¿Premolar inferior?           | Ni siquiera es indiscutiblemente mamífero        | –             | –          | –           |
| MACN Pv-RN 253          | mf1 derecho                   | Si                                               | –             | 1.50       | –           |
| MACN Pv-RN 701A         | i1 izquierdo                  | Si                                               | –             | 1.30       | 2.40        |
| MACN Pv-RN 701B         | i1 izquierdo                  | Si                                               | –             | –          | –           |
| MACN Pv-RN 701C         | i1 derecho                    | Si                                               | –             | –          | –           |
| MACN Pv-RN 702A         | I2                            | Si                                               | –             | 1.10       | 1.50        |
| MACN Pv-RN 702B         | I2                            | Si                                               | –             | –          | –           |
| MACN Pv-RN 702C         | I2                            | Si                                               | –             | 0.90       | 1.20        |
| MACN Pv-RN 702D         | I2                            | Si                                               | –             | –          | –           |
| MACN Pv-RN 970 (or 254) | i1 derecho                    | No (referido a Gondwanatherium)                  | ~40 (roto)    | 3.1        | 6.3         |
| MACN Pv-RN 975          | Fragmento del dentario con p4 | Posiblemente                                     | 4.8 (p4)      | 0.9 (p4)   | –           |
| MLP 88-III-28-1         | mf1 izquierdo                 | Si                                               | 2.2           | 1.5        | –           |

Ferugliotherium es conocido a partir de dientes aislados, y la asignación de algunos de ellos es controversial. El material fósil proviene de la Formación Los Alamitos, la cual se encuentra en su mayor parte alojada en el Museo Argentino de Ciencias Naturales Bernardino Rivadavia (MACN) en Buenos Aires, con un diente en el Museo de La Plata (MLP) en La Plata (Argentina), que ha sido descrito minuciosamente; por otra parte hay fósiles adicionales de Ferugliotherium de la Formación La Colonia, que no han sido descritos en detalle. Aunque la naturaleza fragmentaria de los fósiles conocidos de Ferugliotherium hace imposible determinar su fórmula dental con certeza, Gurovich sugirió que tenía un incisivo (posiblemente dos en el premaxilar), ningún canino, uno o dos premolares, y dos molares de cada lado en la mandíbula y el maxilar. Sin embargo, con base en las comparaciones con Sudamerica, del cual se sabe que tenía cuatro dientes molariformes inferiores (dientes similares a molares, que pudieron ser premolares o molares) en su mandíbula, Pascual y Ortiz-Jaureguizar sugirieron en 2007 que Ferugliotherium puede haber tenido también cuatro molares inferiores.
Ferugliotherium era mucho más pequeño que los sudamerícidos Gondwanatherium y Sudamerica, y se estima que su masa corporal debió de haber sido de cerca de 70 g. A diferencia de los sudamerícidos que eran hipsodontes (de corona alta), Ferugliotherium tenía dientes molariformes braquiodontes (de corona baja) que eran soportados por al menos dos raíces, en lugar de una única raíz grande. La dirección del desgaste en los dientes indica que Ferugliotherium, Gondwanatherium y Sudamerica tenían un movimiento mandibular palinal (es decir, que la mandíbula se movía hacia atrás durante la fase de oclusión en la masticación)—un rasgo que entre los mamíferos, solo ha sido observado en los multituberculados.

### Incisivos
Tres incisivos inferiores fragmentarios de Ferugliotherium (MACN Pv-RN 701A, 701B y 701C) se han recuperado de la Formación Los Alamitos. Otro incisivo, MACN Pv-RN 970, fue asignado a Ferugliotherium por Bonaparte en 1990, pero es mucho más grande que los otros tres incisivos, los cuales por lo demás son similares, y probablemente representan a Gondwanatherium. Solo se preservaron las puntas de los tres incisivos. Están comprimidos lateralmente, con una anchura estimada de 1.3 mm y una altura de 2.4 mm en 701A. El lado medial (hacia la zona media de la boca) es aplanado, pero el costado lateral (hacia los lados) es convexo. Solo hay esmalte en el lado inferior (ventral). Una gran faceta de desgaste se encuentra en la punta, formando un ángulo de cerca de 35° con el margen ventral en 701A. Los tres fragmentos de incisivos son identificados como de Ferugliotherium debido a su tamaño y su procedencia y la presencia de unabanda de esmalte restringida. Los rasgos que muestran, tales como la compresión lateral, el ángulo agudo en la punta, la pequeña curvatura, la sección transversal irregular, son usualmente vistos en los incisivos inferiores de los mamíferos con incisivos procumbentes, tales como los roedores y los multituberculados taeniolabidoideos.
Cuatro especímenes (MACN Pv-RN 702A hasta 702D) son considerados como posibles segundos incisivos superiores (I2) de Ferugliotherium. 702A (altura 1.5 mm; ancho 1.1 mm) y 702B son un poco mayores que 702C (altura 1.2 mm; ancho 0.9 mm) y 702D. Los incisivos más pequeños no pueden ser incisivos laterales (I3), debido a que la faceta de desgaste de 702C es más fuerte de lo que se esperaría en un I3; por lo tanto, todos estos incisivos son identificados como incisivos centrales (I2). Para explicar las diferencias de tamaño, Krause y colaboradores sugirieron que Ferugliotherium era de tamaño variable o que los incisivos más pequeños eran precursores deciduos del diente permanente más grande. Ellos consideraron menos probable que múltiples especies con los misma anatomía de los incisivos se encontraran presentes en esa área. Los incisivos superiores solo tenían esmalte en su sección dorsal. La faceta desgastada en la punta solo se preserva en 702C, formando un ángulo de 52° con la sección dorsal, y es más cóncava que la faceta de los incisivos inferiores. 702A–D son reconocibles como incisivos superiores debido a que tienen un ángulo menos agudo en la punta y están menos comprimidos lateralmente, son más curvos y son elípticos en corte transversal.
Los incisivos de Ferugliotherium y Gondwanatherium son similares en forma general y comparten la banda restringida de esmalte — una característica solo observada en los multituberculados, de entre todos los mamíferos mesozoicos. Los incisivos de Sudamerica son también parecidos.

### Mandíbula inferior con premolar
MACN Pv-RN 975, un fragmento de la mandíbula que preserva un único premolar, fue descubierto en 1991 e identificado tentativamente como Ferugliotherium por Kielan-Jaworowska y Bonaparte en 1996, pero esta asignación continúa siendo controversial. El premolar mal preservado y desgastado es un diente en forma de cuchilla, que recuerda a los cuartos premolares de los multituberculados (p4). El premolar mide 4.8 mm de largo y posee ocho tenues crestas tanto en el lado labial (hacia los labios) como lingual (hacia la lengua. En el lado labial, las cuatro crestas posteriores se encuentran más ampliamente separadas que las cuatro en frente de estas. Los márgenes posteriores y frontales del diente son paralelos y no hay una cúspide pequeña en el lado labial. Hay dos raíces; la del frente es más grande que la posterior y lleva un surco. El borde inferior de la cubierta de esmalte está marcada por dos extensiones semicirculares del esmalte en la sección frontal, pero solo hay una extensión así en la parte posterior. Por su tamaño, el número de crestas, y la aparente mayor longitud que altura, difiere de todos los premolares primero, segundo y tercero de los multituberculados, indicando que es un cuarto (p4).
El dentario (el hueso de la mandíbula) en sí mismo es robusto y corto. La longitud del eje del p4 hace un ángulo de cerca de 58° con la longitud del eje de la mandíbula. El hueso es cóncavo en el lado lingual, pero convexo en el labial. Hay un diastema (espacio) entre el p4 y el incisivo que hubiera estado en frente de este, como en la mandíbula de Sudamerica. Gurovich estimó la longitud del diastema en 2.5 mm. Hay un foramen mental redondeado (una abertura en el lado labial de la mandíbula), con un diámetro de 0.7 mm, localizado a cerca de 0.8 mm bajo el margen dorsal del hueso y a 1.5 mm en frente del p4. Aunque el incisivo en sí no se preservó, su alvéolo (el espacio en que se aloja la raíz) se encuentra parcialmente. Como en Sudamerica, se extiende bastante en el dentario, pasando bajo el p4. El alvéolo mide 1.5 mm de ancho bajo la raíz frontal del p4 y 1.4 mm en la parte posterior del fragmento mandibular. Aunque la altura del alvéolo no se puede determinar debido a que el lado inferior está roto, el incisivo debió de haber estado profundamente arraigado.
Cuando se descubrió que Sudamerica tenía cuatro dientes molariformes y ningún premolar en forma de cuchilla en su mandíbula, Pascual, Kielan-Jaworowska y colaboradores removieron a MACN Pv-RN 975 de Ferugliotherium, el cual esperaban que tuviera la misma fórmula dental que su pariente gondwanaterio Sudamerica, y lo  identificaron en cambio como un multituberculado indeterminado. Pascual y colaboradores afirmaron que los dientes molariformes del tipo observado en Sudamerica no pudieron haber evolucionado del p4 en forma de cuchilla de Ferugliotherium, y que era improbable que los molares adicionales hubieran sido añadidos en Sudamerica. En 2004 y 2007, Kielan-Jaworowska y colaboradores relacionaron al dentario con el suborden de multituberculados "Plagiaulacida" debido a que su p4 es rectangular en vista labial, en lugar de ser curvo como en el suborden Cimolodonta. Esta característica fue usada también para distinguir a MACN Pv-RN 975 del único p4 asignado a Argentodites, el cual fue tentativamente situado en Cimolodonta.
Gurovich, Guillermo Rougier y colaboradores, por otra parte, mantienen que el dentario es referible a Ferugliotherium y que los p4s de Argentodites y MACN Pv-RN 975 son muy similares. El alvéolo de MACN Pv-RN 975 encaja en tamaño con los incisivos inferiores atribuidos a Ferugliotherium y el premolar en forma de cuchilla es del tamaño esperado para un animal con molariformes del tamaño de los dientes de Ferugliotherium. Si el dentario y los premolares (cuya identificación han sido igualmente controversiales; véase más adelante) no pertenecen a Ferugliotherium, entonces, según discuten Gurovich y Beck, la Formación Los Alamitos contendría a dos mamíferos (Ferugliotherium y un multituberculado) con tamaño y morfología similares, y por lo tanto presumiblemente ocupando nichos ecológicoss parecidos — y uno de los cuales estaría representado solo por molariformes e incisivos y el otro solo por premolares y un fragmento de mandíbula entre los fósiles disponibles. Más aún, ellos señalaron que la transición de los premolares en forma de cuchilla a los molariformes de hecho ha sido observada en el registro fósil de los extintos canguros estenurinos, y que el primer molariforme de Sudamerica y Gondwanatherium está comprimido lateralmente, lo que sugiere que puede haber derivado de un diente en forma de cuchilla. Gurovich y Beck atribuyeron la diferencia de forma entre los p4 de MACN Pv-RN 975 y Argentodites al excesivo desgaste del primero, y sugirieron que los dos son lo bastante similares como para pensar que se trata al menos de especies cercanamente relacionadas.

### Otros premolares
Krause y colaboradores identificaron un único diente, MACN Pv-RN 251, como un posible premolar inferior deciduo anterior (es decir, no p4 o dp4, la versión decidua de p4) de Ferugliotherium. Este es minúsculo, con una longitud de 0.85 mm y una anchura de 0.5 mm (asumiendo que el diente esá orientado correctamente). Posee dos serracioness (proyecciones pequeñas) en la punta de la corona — una alrededor de la mitad de la corna y la otra puede haber estado en la parte posterior de la corona, en donde era más alta. Dos crestas prominentes descienden de cada serración hacia el frente a los lados del diente. No se preservaon las raíces, pero la superficie redondeada de la zona inferior del diente sugieren que pueden haber reabsorbidas, lo cual indicaría que el diente es deciduo. Krause y colaboradores sugirieron que el diente puede haber sido el primer premolar, independientemente de si era deciduo o permanente. Sin embargo, Kielan-Jaworowska y Bonaparte escribieron que este diente no encaja con la mandíbula parcial MACN Pv-RN 975, la cual no tiene alvéolos en frente de p4, y Pascual y colaboradores estucieron de acuerdo en 1999 que el diente probablemente no pertenece a Ferugliotherium.
Bonaparte había identificado otro diente, MACN Pv-RN 252, como un posible premolar inferior de Ferugliotherium en 1990, pero este fósil es muy fragmentario y de acuerdo con Krause y colaboradores, ni siquiera se puede probar que sea un diente de mamífero.
Krause y colaboradores identificaron dos dientes, MACN Pv-RN 249 y 250, como premolares superiores anteriores. 249 tiene dos filas longitudinales de cúspides. Una fila (fila A; posiblemente es la lingual) incluye cuatro cúspides, y la otra (fila B) incluye al menos dos, pero está dañada. En la fila A, hay tres crestas (al frente, el medio y atrás) extendiéndose desde la punta a la base de cada cúspide. La segunda y tercera cúspides son las mayores y las más ampliamente separadas entre sí. En la fila B, una cúspide tiene tres crestas, de las cuales una se extiende hacia la otra cúspide en la fila y las otras dos hacia la fila A y la otra cúspide está dañada. 250 es más fragmentario, pero posee al menos cinco cúspides y puede representar la misma posición dental que 249, aunque provendría del lado opuesto de la boca. La microstructura del esmalte de este diente ha sido estudiada. El esmalte es muy delgado, con un ancho de cerca de 55 μm cerca de la punta de la cúspide. Los prismas de esmalte son rectos, pequeños y redondeados y hay poco material entre los prismas. Los prismas redondeados y pequeños son conocidos también en Gondwanatherium, Sudamerica, y otros gondwanaterios, pero en pocos multituberculados. Incluso en aquellos multituberculado que tienen prismas pequeños, la envoltura del prisma está cerrada, pero la cubierta está incompleta en Gondwanatherium y posiblemente en Ferugliotherium.
Krause y colaboradores escribieron que estos dos dientes se parecían a los premolares anteriores superiores deciduos de los multituberculados, particularmente los premolares segundo y tercero (P2 y P3), y usaron esto como uno de sus argumentos para identificar a Ferugliotherium como multituberculado. Sin embargo, ya que en el dentario MACN Pv-RN 975 los dos premolares superiores fueron excluidos de Ferugliotherium e identificados como multituberculados por Kielan-Jaworowska y colaboradores tras el descubrimiento de la mandíbula de Sudamerica. Gurovich continúa identificándolos como Ferugliotherium basándose en su tamaño y procedencia y otras similitudes entre Ferugliotherium y los multituberculados.

### Molariformes inferiores
Cinco supuestos molariformes inferiores de Ferugliotherium se han descrito de la Formación Los Alamitos (MACN Pv-RN 20, 174, 175, y 253 y MLP 88-III-28-1). Estos dientes incluyen los holotipos de Ferugliotherium windhauseni (MACN Pv-RN 20, el único segundo molariforme inferior, o m2) y de Vucetichia gracilis (MACN Pv-RN 174).
El mejor preservado mf1 es MLP 88-III-28-1. La corona no tiene desgaste y no posee raíces, lo que sugiere que el diente aún no había erupcionado cuando su propietario murió. Krause, quien describió por primera vez el diente en 1993, lo identificó como un molar derecho, pero el posterior descubrimiento de la mandíbula de Sudamerica hizo claro que los molariformes de Ferugliotherium habían sido puestos al revés, y MLP 88-III-28-1 en realidad era del lado izquierdo de la mandíbula. El diente mide 2.2 mm de largo y 1.5 mm de ancho. La corona es aproximadamente rectangular, con esquinas redondeadas, y lleva dos filas longitudinales de cúspides. La fila lingual consiste de cuatro cúspides, las cuales son más pequeñas y bajas que las tres filas labiales. Las cúspides en esta fila se vuelven más pequeñas y bajas desde el frente hacia atrás. Dos crestas descienden desde la punta de cada cúspide a los lados lingual y labial. Las crestas labiales en la primera y cuarta cúspides solo alcanzan la base de la  cúspide, pero aquellas en la segunda y tercera cúspides se unen a las crestas que descienden de la primera y segunda cúspides labiales. En las primeras tres cúspides, la cresta lingual se extiende cerca al margen lingual del diente y entonces se vuelve hacia atrás; el final de la cresta es lingual hasta la siguiente cúspide. En la cuarta cúspide, la cresta apenas se extiende posteriormente, pero si lo hace labialmente, formando el margen posterior del diente y uniéndose a una cresta descendiendo de la última cúspide labial. La fila de cúspides labiales incluye a tres cúspides grandes, cada una de las cuales lleva dos crestas que descienden lingualmente hacia el valle entre las dos filas de cúspides. La cresta frontal de cada par termina en el valle central, y la cresta posterior se una a una cresta desde una cúspide lingual. El patrón de crestas resulta en la presencia de tres surcos entre las cúspides principales.
Otro mf1, MACN Pv-RN 253, está casi sin desgaste, pero dañado: solo las dos cúspides linguales frontales y las dos primeras cúspides y parte de la tercera de la fila labial se preservaron. Este diente es similar a MLP 88-III-28-1 en todos los aspectos. Sin embargo, Gurovich sugirió que también podría ser un m2. MACN Pv-RN 174, el cual está sumamente erosionado, y MACN Pv-RN 175, el cual no solo está bastante gastado sino que además sufrió de una severa abrasión, fueron identificados originalmente como los molares superiores de Vucetichia gracilis por Bonaparte en 1990. Las raíces de MACN Pv-RN 174 se preservaron; al frente y atrás del diente, hay un par de raíces, las cuales están fusionadas cerca de sus bases. Este diente tiene pequeños prismas de esmalte. Krause y colaboradores sugirieron en 1992 que 174 y 175 eran los mf1 de Ferugliotherium con base en sus similitudes con 253, y Krause confirmó esto en 1993 al describir al más completo mf1 MLP 88-III-28-1. El género de ferugliotérido Trapalcotherium con el que estaba relacionado, es conocido a partir de un único, el cual es parecido a los mf1 de Ferugliotherium pero difieren en algunos detalles morfológicos (véase Trapalcotherium: Relaciones).
El holotipo, MACN Pv-RN 20, es un mf2 derecho de acuerdo tanto con Krause y colaboradores (1992) como Gurovich (2005), pero este último consideró a la faceta que Krause y colaboradores señalaron como lingual que en realidad era labial, y viceversa. Esta última interpretación es usada en la siguiente descripción. Es casi cuadrado, pero en el frente es levemente más estrecho que en la parte posterior. El lado labial del diente es más alto y menos gastado que el lingual. Tiene dos filas de cúspides, y cada cúspide lingual se conecta a cada cúspide labial con una ancha cresta, con una o más fosas en el medio. Una de las dos cúspides labiales puede haberse dividido en dos cúpides más pequeñas. Las dos crestas están separadas por un surco profundo. Los prismas de esmalte de este diente son pequeños, como aquellos del premolar MACN Pv-RN 250.
Las crestas transversales entre las cúspides, como aparece enFerugliotherium, son solo conocidas en un multituberculado, Essonodon, pero el patrón de crestas en Essonodon es más complicado y el animal carece de los prominentes surcos de Ferugliotherium y difiere en varias otras características. Por otro lado, los patrones generales de cúspides y crestas son esencialmente similares entre Ferugliotherium, Gondwanatherium y Sudamerica, indicando que los tres están cercanamente relacionados.

### Molariformes superiores
Un único diente, MACN Pv-RN 248, ha sido identificado como un molariforme superior de Ferugliotherium. En 1992, Krause y colaboradores lo catalogaron como un MF1 derecho, pero Gurovich lo identificó como un MF1 izquierdo o incluso como un posible mf1 derecho. LACM 149371, un enigmático diente del Paleógeno de Santa Rosa, Perú, puede representar un molar superior de un animal relacionado con Ferugliotherium. Como este último, tenía cúspides que están comprimidas del frente hacia atrás y que están conectadas al centro de la corona por crestas bajas.
MACN Pv-RN 248 se encuentra algo dañado y es casi rectangular, pero es levemente más estrecho en la parte posterior que la frontal. Este diente tiene tres filas longitudinales de cúspides. La fila del medio consiste de cinco cúspides, la fila labial (asumiendo que es un M1 izquierdo; si es el derecho, las caras "lingual" y "labial" estarían al revés) incluye dos o quizás tres cúspides, y la fila lingual incluye probablemente cuatro cúspides. Las filas lingual y media se extienden a través de la longitud entera del diente, pero la fila labial es más corta, extendiéndose a través de cerca del 70% de la longitud. La fila del medio se orienta de modo oblicuo con respecto a la longitud axial del diente, de modo que converge con la fila lingual hacia la parte posterior del diente. La esquina frontal lingual del diente está ausente, pero parece que las primeras cúspides en las filas lingual y media están conectadas por dos crestas, una en el margen frontal del diente y otra atrás de las cúspides. Una profunda fosa (valle) se encuentra entre las dos cúspides y sus crestas de conexión. Detrás de estas dos cúspides, se extiende un surco transversal a través de la anchura del diente. Las cúspides lingual y media también están conectadas por una cresta, la cual es algo más pequeña que la que conecta a las primeras cúspides. Otro surco transversal se extiende por detrás de las segundas cúspides y también separa a la segunda cúspide media de la fila labial. Un tercer surco, detrás de las cúspides lingual y media, también separa a la primera cúspide labial de la segunda. Tres crestas descienden de la cuarta cúspide lingual: una se conecta a la cuarta cúspide media, una acaba desvaneciéndose entre las cuartas cúspides lingual y media, y una se conecta a la quinta cúspide media. La segunda cúspide labial, que es más grande que la primera, se divide superficialmente en dos cúspides menores por una indentación en su lado lingual. Hay surcos verticales en las bases de las cúspides.

## Rango y ecología
Los restos de Ferugliotherium provienen de dos formaciones del Cretácico Superior del sur de Argentina, la Formación Los Alamitos y la Formación La Colonia. Estas y la Formación Allen (en la cual se encontró a Trapalcotherium) han sido datadas entre las épocas del Campaniense (hace 84–71 millones de años) y/o el Maastrichtiense (71–66 millones de años), la penúltima y última épocas del Cretácico. La Formación La Colonia puede haber sido algo más reciente que las otras dos, mientras que Los Alamitos ha sido considerada del Campaniense, y puede ser datada del Campaniense o del Maastrichtiense con base en su palinología. La Formación Allen es probablemente del Maastrichtiense, pero no del Maastrichtiense tardío.
La Formación Los Alamitos se localiza al sureste de la provincia de Río Negro, en vecindades del pueblo de Cona Niyeu y fue probablemente depositada en un ambiente pantanoso. En 1983, se recuperó allí el primer mamífero mesozoico hallado en Argentina, Mesungulatum houssayi, y desde entonces, su fauna de mamíferos se ha expandido a 14 especies. Muchas de estas pertenecen al grupo de mamíferos arcaicos Dryolestoidea, pero la fauna también abarca a los gondwanaterios Ferugliotherium y Gondwanatherium. Los driolestoideos Mesungulum houssayi y Groebertherium novasi y los dos gondwanaterios son los mamíferos más comunes. Otros fósiles hallados en la Formación Los Alamitos incluyen peces, ranas, tortugas, serpientes madtsoidas, dinosaurios como Secernosaurus, gastrópodos y otros invertebrados.
La Formación La Colonia aflora en la región norte-centro de la provincia de Chubut, y los fósiles de mamífero provienen del valle Mirasol Chico. La formación incluye depósitos fluviales (de río), mares profundos y depósitos cercanos a las costas, y la fauna de mamíferos probablemente proviene de un estuario, una planicie costera o una llanura de marea. La Formación La Colonia también incluye driolestoideos, tales como Coloniatherium y Reigitherium, así como un ferugliotérido y el supuesto multituberculado Argentodites. Adicionalmente, La Formación La Colonia ha proporcionado fósiles de una amplia variedad de otros animales, incluyendo crocodilomorfos, plesiosaurios, peces pulmonados (Ceratodus), y dinosaurios (incluyendo a Carnotaurus).
Los sudamerícidos de corona alta eran probablemente herbívoros, pero Ferugliotherium de corona baja era muy posiblemente un insectívoro o un omnívoro, de modo similar a los multituberculados como Mesodma, el cual se cree que comía insectos, otros artrópodos, semillas y/o nueces. Puede haber usado sus incisivos para mordisquear o trocear, y el p4 en forma de cuchilla puede haber sido usado para rebanar las partes duras de plantas, como las semillas. Los patrones de desgaste de los dientes de Ferugliotherium sugieren de forma independiente que el animal puede haber consumido algunos materiales vegetales.